# Enric III de Bar
Enric III de Bar, nascut el 1259, mort a Nàpols el setembre de 1302, va ser comte de Bar de 1291 a 1302. Era fill de Teobald o Tibald II, comte de Bar, i de Jeanne de Toucy.

## Biografia

de blau sembrat de creuetes d'or recreuades amb el peu en punta, dos bars (peixos) d'or amb lamberl de gules a quetre pendents

Van fer les seves primeres armes en el moment d'un conflicte entre el seu pare i el bisbe de Metz, Bucard d'Avesnes; després va servir a Ferri III, duc de Lorena. Es disposava a marxar a combatre a Terra Santa quan va morir el seu pare.
Set anys abans, la comtessa de Xampanya Joana I s'havia casat amb el futur rei de França Felip IV el Bell, fent del Barrois el veí immediat del domini reial. Volent assegurar-se bones aliances de cara a un veí tan poderós, es va casar el 1293 amb Elionor, filla del rei Eduard I d'Anglaterra (1269-1297).
La guerra no va trigar a esclatar entre França i Anglaterra i Enric es va trobar implicat en els conflictes, que es van acabar el 4 de juny de 1301 pel tractat de Bruges. Enric va haver de cedir algunes fortaleses al seu poderós veí, però sobretot retre homenatge a Felip IV de França per a una part del seu comtat que serà anomenat el Barrois Movedís, i es va comprometre a anar a Xipre per combatre l'infidel.
Va anar al Regne de Nàpols amb l'objectiu d'embarcar-se per a l'Orient. A Nàpols va prestar ajuda al rei Carles II, qui va haver de rebutjar una invasió del rei Frederic I de Sicília. Fou greument ferit en el transcurs d'un enfrontament i va morir poc després.

## Matrimoni i fills
Es va casar a Bristol el 20 de setembre de 1293 amb Elionor d'Anglaterre (1269 † 1297), filla d'Eduard I d'Anglaterra, rei d'Anglaterra i d'Elionor de Castella, i van tenir:
- Eduard I (1295 † 1336), comte de Bar
- Joana (1295 † 1361), casada amb Joan, comte de Warren, de Sussex i de Strathein. El matrimoni fou anul·lat el 1315, i Joana serà regent del Ducat de bar a partir de 1354 (any en què el comtat de Bar fou elevat a ducat).